# Noocracia
Noocracia ou " aristocracia dos sábios" é uma forma de governo onde a tomada de decisões é ditada pela razão (nous). A ideia é encontrada em autores gregos antigos e foi expandida pelo geólogo Vladimir Vernadsky e pelos filósofos (que assistiram às palestras de Vernadsky) Pierre Teilhard de Chardin e Édouard Le Roy, e seu conceito de noosfera. A palavra em si é derivada do grego nous, Gen. noos (νους) que significa " mente " ou " intelecto ", e "kratos" (κράτος), " autoridade " ou " poder ".

## Desenvolvimento
Uma das primeiras tentativas de implementar tal sistema político foi talvez a "cidade dos sábios" de Pitágoras que ele planejava construir na Itália junto com seus seguidores, a ordem dos " matematikoi ".  A cidade descrita por Platão nas Leis foi descrita como uma tentativa de noocracia.  Na história moderna, conceitos semelhantes foram introduzidos por Vladimir Vernadsky, que não usou esse termo, mas o termo "noosfera". Mikhail Epstein definiu a noocracia como "a matéria pensante aumenta sua massa na natureza e a geosfera e a biosfera crescem na noosfera, o futuro da humanidade pode ser imaginado como noocracia - que é o poder do cérebro coletivo em vez de indivíduos separados representando certos grupos sociais ou a sociedade como um todo".

## Fundamentos para a noocracia

### Irracionalidade dos eleitores
Os proponentes da teoria noocrática citam estudos empíricos que sugerem que os eleitores nas democracias modernas são em grande parte ignorantes, mal informados e irracionais. Portanto, o mecanismo de uma pessoa, um voto proposto pela democracia não pode ser usado para produzir resultados políticos eficientes, para os quais a transferência de poder para um grupo menor, informado e racional seria mais apropriado. A irracionalidade dos eleitores inerente às democracias pode ser explicada por dois grandes padrões comportamentais e cognitivos. Em primeiro lugar, a maioria dos eleitores pensa que a contribuição marginal de seu voto não fará diferença nos resultados eleitorais; portanto, eles não acham útil se informar sobre assuntos políticos. Em outros termos, devido ao tempo e esforço necessários para adquirir novas informações, os eleitores racionalmente preferem permanecer ignorantes. Além disso, foi demonstrado que a maioria dos cidadãos processa informações políticas de maneira profundamente tendenciosa, partidária e motivada, e não de maneira desapaixonada e racional.  Esse fenômeno psicológico faz com que os eleitores se identifiquem fortemente com um determinado grupo político, encontrem especificamente evidências para apoiar argumentos alinhados com suas inclinações ideológicas preferidas e, eventualmente, votem com um alto nível de intencionalidade.

### Suscetibilidade da democracia para políticas ruins
Comportamentos políticos irracionais dos eleitores os impedem de fazer escolhas calculadas e optar pelas propostas políticas corretas. Por outro lado, muitos experimentos políticos mostraram que, à medida que os eleitores se informam, tendem a apoiar melhores políticas, demonstrando que a aquisição de informações tem impacto direto no voto racional. Além disso, os defensores da noocracia veem um perigo maior no fato de que os políticos realmente preferirão implementar as decisões políticas dos cidadãos para ganhar eleições e estabilizar seu poder, sem prestar atenção especial ao conteúdo e aos resultados adicionais dessas políticas. Nas democracias, o problema é que os eleitores são propensos a tomar más decisões políticas e, portanto, os políticos são incentivados a implementar essas políticas devido aos benefícios pessoais. Portanto, os noocratas argumentam que faz sentido limitar o poder de voto dos cidadãos para evitar resultados políticos ruins. A noocracia ainda tem um código de conduta para buscar iniciativas semelhantes à filantropia.

### Uso de experiência para resultados eficientes
Segundo os noocratas, dada a natureza complexa das decisões políticas, não é razoável supor que um cidadão teria o conhecimento necessário para decidir sobre os meios para atingir seus objetivos políticos. Em geral, as ações políticas exigem muito conhecimento científico-social de diversas áreas, como economia, sociologia, relações internacionais e políticas públicas; no entanto, um eleitor comum dificilmente é especializado o suficiente em qualquer um desses campos para tomar a decisão ideal. Para lidar com essa questão, Christiano propõe um sistema de governo baseado na divisão do trabalho político, no qual os cidadãos definem a agenda das discussões políticas e determinam os objetivos da sociedade, enquanto os legisladores são responsáveis por decidir os meios para atingir esses objetivos. Para os noocratas, espera-se que a transferência do mecanismo de tomada de decisão para um corpo de corpo especificamente treinado, especializado e experiente resulte em resultados políticos superiores e mais eficientes. O sucesso econômico recente de alguns países que têm uma espécie de elemento dominante noocrático fornece base para esse argumento particular em favor da noocracia.
Por exemplo, Cingapura tem um sistema político que favorece a meritocracia; o caminho para o governo em Cingapura é estruturado de tal forma que apenas aqueles com habilidades acima da média são identificados com rigorosos exames de admissão à universidade, processos de recrutamento etc. toda a sociedade. Nas palavras do pai fundador do país, Lee Kuan Yew, Cingapura é uma sociedade baseada em esforço e mérito, não riqueza ou privilégio dependendo do nascimento. Este sistema funciona principalmente devido à crença dos cidadãos de que os líderes políticos tendem a ter uma melhor compreensão dos planos de longo prazo do país do que eles próprios; portanto, ao verem resultados políticos positivos, tendem a concordar com o sistema, em vez de reclamar das dimensões meritocráticas. Por exemplo, a maioria dos cidadãos elogia seu governo em Cingapura, afirmando que conseguiu transformar Cingapura de um país do terceiro mundo em uma economia desenvolvida e que promoveu com sucesso a lealdade de seus cidadãos em relação ao país e deu origem a um conceito único de cidadania de Cingapura. apesar de um grande nível de diversidade étnica. Para desenvolver ainda mais o sistema tecnocrático de Cingapura, alguns pensadores, como Parag Khanna, propuseram que o país adaptasse um modelo de tecnocracia direta.

## Críticas
As noocracias, como as tecnocracias, foram criticadas por falhas meritocráticas, como a defesa de uma classe dominante aristocrática não igualitária. Outros defenderam ideais mais democráticos como melhores modelos epistêmicos de direito e política. As críticas à noocracia vêm em múltiplas formas, duas das quais são aquelas focadas na eficácia das noocracias e na viabilidade política delas. As críticas à noocracia em todas as suas formas – incluindo tecnocracia, meritocracia e epistocracia (o foco do livro muito citado de Jason Brennan) – vão desde o apoio à democracia direta em vez de alterações propostas à nossa consideração da representação na democracia. A teórica política Hélène Landemore, ao defender que os representantes efetivamente promulguem uma legislação importante para a política, critica concepções de representação que visam especialmente retirar o povo do processo de tomada de decisões e, assim, anular seu poder político. Noocracia, especialmente como é concebida em Contra a Democracia de Jason Brennan, visa especificamente separar o povo da decisão com base no conhecimento imensamente superior dos funcionários que presumivelmente tomarão decisões superiores aos leigos.

### Noocracia como antidemocrática
A epistocracia de Jason Brennan, especificamente, está em desacordo com a democracia e com certos critérios para democracias que os teóricos propuseram. A Poliarquia de Robert Dahl estabelece certas regras para democracias que governam muitas pessoas e os direitos que devem ser garantidos aos cidadãos. Sua exigência de que o governo não atenda discriminatoriamente as preferências dos membros plenos da política é abreviada pelos esquemas de epistocracia de "sufrágio restrito" e "votação plural" de Brennan. No oitavo capítulo de seu livro, Brennan postula um sistema de poder de voto graduado que dá às pessoas mais votos com base nos níveis estabelecidos de educação alcançados, com o número de votos adicionais concedidos a um cidadão hipotético aumentando a cada nível, desde completar dezesseis anos até completar 16 anos. ensino médio, bacharelado, mestrado e assim por diante. Dahl escreveu, no entanto, que qualquer democracia que governe um grande grupo de pessoas deve aceitar e validar "fontes alternativas de informação".  A concessão de plenos poderes de cidadania com base em um sistema como a educação formal não leva em conta as outras maneiras pelas quais as pessoas podem consumir informações, é o argumento comumente citado, e ainda evita a consideração dos incultos dentro de um grupo.

### Ineficiência dos especialistas
A noocracia também recebe críticas por suas alegações de eficiência. Brennan escreve que uma das muitas razões pelas quais as pessoas comuns não podem ser confiáveis para tomar decisões pelo Estado é porque o raciocínio é comumente motivado e, portanto, as pessoas decidem quais políticas apoiar com base em sua conexão com aqueles que propõem e apoiam as medidas, não com base no que é mais eficaz. Ele contrasta pessoas reais com o vulcano (etnia alien da série Star Trek, reconhecida por sua extrema inteligência)  ultra-razoável que ele menciona ao longo do livro. Esse vulcano reflete o rei filósofo de Platão e, em um sentido mais realista, as elites acadêmicas que Michael Young satirizou em seu ensaio The Rise of the Meritocracy.
Os teóricos políticos modernos não denunciam necessariamente um ponto de vista tendencioso na política, no entanto, embora esses vieses não sejam escritos como são comumente considerados. O professor Landemore utiliza a existência da diversidade cognitiva para argumentar que qualquer grupo de pessoas que represente grande diversidade em suas abordagens para a resolução de problemas (cognição) tem mais probabilidade de sucesso do que grupos que não o fazem. Ela ainda ilustra seu ponto de vista empregando o exemplo de uma força-tarefa de New Haven composta por cidadãos particulares de muitas carreiras, políticos e policiais que precisavam reduzir o crime em uma ponte sem iluminação, e todos usaram diferentes aspectos de suas experiências para descobrir a solução que foi instalar lâmpadas solares na ponte. Essa solução provou ser eficaz, com nenhum assalto relatado lá desde a instalação da lâmpada em novembro de 2010. Seu argumento reside principalmente na refutação dos princípios noocráticos, pois eles não utilizam a maior habilidade de resolução de problemas de um conjunto diversificado, quando o sistema político porque como debate apenas entre as elites, e não um debate entre toda a política.
Para alguns teóricos, a noocracia é construída sobre uma fantasia que sustentará as atuais estruturas de poder da elite, mantendo sua ineficácia. Escrevendo para o New Yorker, Caleb Crain observa que há pouco a dizer que uma elite intectual messiaânica que Brennan exalta realmente existem.  Crain menciona um estudo que aparece no livro de Brennan que mostra que mesmo aqueles que provaram ter excelentes habilidades em matemática não empregam essas habilidades se seu uso ameaçar sua crença política já mantida. Enquanto Brennan utilizou esse estudo para demonstrar quão profundamente enraizado o tribalismo político está em todas as pessoas, Crain baseou-se neste estudo para questionar a própria natureza de um corpo epistocrático que pode fazer política com maior consideração ao conhecimento e à verdade do que o cidadão comum.  A única maneira de corrigir isso parece, para muitos, ser alargar o círculo de deliberação, porque as decisões políticas que foram tomadas com mais participação e aprovação do povo duram mais e até obtêm o acordo de os especialistas. Para ilustrar ainda mais que os especialistas também são falhos, Cairn enumera algumas das decisões políticas endossadas por especialistas que ele considerou falhas nos últimos anos.
Com a contenção em torno do raciocínio para essas decisões políticas, o teórico político David Estlund postulou o que ele considerava ser um dos principais argumentos contra a epistocracia – o viés na escolha dos eleitores. Seu medo era que o método pelo qual os eleitores, e a quantidade de votos dos eleitores, fosse escolhido pudesse ser tendencioso de uma forma que as pessoas não pudessem identificar e, portanto, não pudessem retificar. Mesmo os aspectos dos modos de seleção de eleitores que são conhecidos causam preocupação a muitos teóricos, pois tanto Brennan quanto Cairn observam que a maioria das mulheres negras pobres seria excluída da política emancipada e correria o risco de ver suas necessidades representadas ainda menos do que elas atualmente são.

### Rejeição da injustiça demográfica da noocracia
Os defensores da democracia tentam mostrar que a noocracia é intrinsecamente injusta em duas dimensões, afirmando sua injustiça e maus resultados. O primeiro afirma que, como pessoas com diferentes níveis de renda e escolaridade têm acesso desigual à informação, o corpo legislativo epistocrático será naturalmente composto por cidadãos com status econômico mais elevado e, portanto, deixará de representar igualmente diferentes demografias da sociedade. O último argumento é sobre os resultados das políticas; como haverá super-representação e sub-representação demográfica no corpo noocrático, o sistema produzirá resultados injustos, favorecendo o grupo demograficamente favorecido. Brennan defende a noocracia contra essas duas críticas, apresentando uma justificativa para o sistema.
Como rejeição do argumento de injustiça apresentado pelos democratas, Brennan argumenta que o eleitorado votante nas democracias modernas também é demograficamente desproporcional; com base em estudos empíricos, demonstrou-se que eleitores oriundos de origens privilegiadas, como homens brancos, de meia-idade e de renda mais alta, tendem a votar em maior proporção do que outros grupos demográficos. Embora de jure todos os grupos tenham o mesmo direito de votar sob o pressuposto de uma pessoa um voto, as práticas reais mostram que as pessoas privilegiadas têm mais influência nos resultados eleitorais. Como resultado, os representantes também não corresponderão à demografia da sociedade, para a qual a democracia parece ser injusta na prática. Com o direito de tipo de noocracia, o efeito da injustiça pode realmente ser minimizado; por exemplo, a loteria de emancipação, na qual um eleitorado legislativo é selecionado aleatoriamente por sorteio e depois incentivado a se tornar competente para tratar de questões políticas, ilustra uma metodologia de representação justa graças à sua aleatoriedade.
Para refutar a última afirmação, Brennan afirma que os eleitores não votam de forma egoísta; em outros termos, o grupo favorecido não tenta minar os interesses do grupo minoritário. Portanto, a preocupação de que os corpos noocráticos que são demograficamente mais inclinados para o grupo favorecido tomem decisões em favor do favorecido falha. De acordo com Brennan, a noocracia pode servir de forma a melhorar o bem-estar da comunidade em geral, em vez de certos indivíduos.